# Heinrich Adolf von Zastrow
Heinrich Adolf von Zastrow, född den 11 augusti 1801 i Danzig, död den 12 augusti 1875 i Schöneberg, var en preussisk general.
Zastow blev 1819 officer vid gardesinfanteriet. Han utbildade sig ytterligare vid krigsakademin och transporterades 1826 till ingenjörkåren. Zastow utgav sedan flera arbeten i befästningskonst, bland annat Geschichte der beständigen Befestigungskunst (3:e upplagan 1854). År 1834 övergick han till topografiska kåren och 1839 till generalstaben samt kommenderades till Turkiet. År 1848 avgick Zastrow till schleswig-holsteinska armén, vilken han två år tillhörde. Under fälttåget i Böhmen 1866 anförde han 11:e infanteridivisionen, under 1870–1871 års krig med Frankrike 7:e armékåren, vilken huvudsakligen kämpade i norra Frankrike. På grund av sjuklighet tog Zastrow avsked efter krigets slut.